# 三石郡
三石郡（日语：／ Mitsuishi gun */?）為過去位於日本北海道日高支廳中部的郡，已於2006年3月31日因轄下唯一的三石町與靜內郡靜內町合併而廢除。
郡名源自阿伊努語「i-ma-nit-us-i」（有烤魚的木棍的地方）。

## 轄區
轄區包含1町：
- 三石町

## 沿革
- 1869年8月15日：北海道設置11國86郡，日高國三石郡成立。
- 1897年11月：北海道實施支廳制，三石郡隸屬浦河支廳之管轄，此時三石郡下轄姨布村、邊訪村、幌毛村、本桐村、鳧舞村、歌笛村。[2]（6村）
- 1906年4月1日：姨布村、邊訪村、幌毛村、本桐村、鳧舞村、歌笛村合併為三石村，並成為北海道二級村。（1村）
- 1938年4月1日：三石村改為北海道一級村。
- 1943年6月1日：北海道一級二級町村制廢止。
- 1951年4月1日：三石村改制為三石町。
- 2006年3月31日：三石町和靜內郡靜內町合併為新成立的新日高町，並隸屬新設立的日高郡。三石郡因已無管轄之町村而同時廢除。

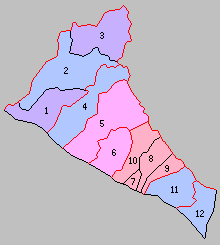
北海道一・二級町村制施行時三石郡下辖町村（6.三石村 桃：日高郡新日高町）